# Narāyangarh
Narāyangarh är en ort i Indien.   Den ligger i distriktet Ambāla och delstaten Haryana, i den norra delen av landet, 200 km norr om huvudstaden New Delhi. Narāyangarh ligger 332 meter över havet och antalet invånare är 20 085.
Terrängen runt Narāyangarh är platt. Runt Narāyangarh är det tätbefolkat, med 459 invånare per kvadratkilometer. Närmaste större samhälle är Nāhan, 18,3 km nordost om Narāyangarh. Trakten runt Narāyangarh består till största delen av jordbruksmark.